# Chata Zverovka
Chata Zverovka je horská chata na polaně Zverovka ve Studené dolině v Západních Tatrách v místech kde se dělí na Roháčskou a Látanou dolinu. Nachází se v nadmořské výšce 1020 m. Je významným turistickým cílem a je velmi často navštěvována. Dají se z ní podniknout různé výlety: např. na sedlo Zábrať, Roháčská plesa, Rákoň, Smutné sedlo a jiné.

## Historie
Prvním stavením byl dům lesních dělníků v roce 1912, který vyhořel v roce 1926. V letech 1926-28 byla z iniciativy Jána Ťatliaka postavena nová chata a byla pojmenována Maťašáková útulňa, na počest Jana Maťašáka, iniciátora výstavby prvního stavení. Od roku 1935 byl využíván celoročně. Od 7. listopadu 1944 objekt obsadilo velitelství početné jednotky 1. slovenské partyzánské brigády. 9. prosince partyzány překvapil útok Němců z Osobité.

## Přístup
- Po  značce ze Zuberce - 2 hodiny